# 15歳の志願兵
『15歳の志願兵』（じゅうごさいのしがんへい）は、NHK名古屋放送局の制作により「終戦特集ドラマ」としてNHK総合テレビの「NHKスペシャル」で2010年8月15日の21時から22時13分（JST）に放送されたスペシャルドラマである。太平洋戦争末期に旧制愛知県第一中学校で起きた「予科練総決起事件」の実話を基に、戦争に飲み込まれていく少年たちの青春と、少年たちを戦場へ送り出さざるを得なかった教師や親たちの苦悩と葛藤を描く。原案は、愛知一中に当時在籍した江藤千秋が遺族の証言や日記などの資料を基に著した手記『積乱雲の彼方に 愛知一中予科練総決起事件の記録』。主演は池松壮亮。
第65回文化庁芸術祭優秀賞（テレビ部門・ドラマの部）、第48回ギャラクシー賞選奨受賞作。

## 概要
NHKスペシャル、終戦特集ドラマは、2007年の『鬼太郎が見た玉砕 〜水木しげるの戦争〜』から毎年放送され、本作が4弾目となる。製作はNHK名古屋放送局。
旧制愛知一中（現在の愛知県立旭丘高等学校）で戦時中に実際に起きた『愛知一中予科練総決起事件』に基づいて描いており、原案は江藤千秋の『積乱雲の彼方に - 愛知一中予科練総決起事件の記録』。
キャッチコピーは『友だちがいた。夢があった。でも、戦争があった。』 。視聴率7.2%。

### 愛知一中予科練総決起事件
1943年（昭和18年）、戦況が悪化する中、県下一の進学校で政財界や学者への登竜門だった愛知一中は、海軍当局が指示した47名の割り当てに対し志願者は13名と海軍飛行予科練習生に志願する生徒が少ないという状況にあった。7月5日、配属将校が予科練習生への志願を促す時局講演会が行われ、700人余りの生徒が総決起し、翌日の新聞にはこの事が「愛知一中の快挙」と報じられた。その後、この報道を見た卒業生で海軍兵学校に在学中だった成瀬謙治（1945年に回天特別攻撃隊として戦没）から生徒たちに再考させるよう校長宛てに手紙が届き、家族からの説得を受けた者や身体検査で失格となった者を含め大半の生徒たちが志願を取り下げたが、56名の生徒が入隊し5名が戦没。原案著者の江藤千秋も本作の主人公と同じように愛知一中の卒業生で予科練習生に志願したが視力不足で試験に落ちており、この「総決起事件」に遭遇した当事者である。

## あらすじ
太平洋戦争末期、エリートと呼ばれる愛知一中の生徒たちは戦局を冷静に見つめていたが、決起集会で状況は一変、全校生徒700人が戦争に行くことを志願する。その裏には軍の兵士不足解消の思惑があった。 愛知一中の三年生、藤山正美もまたその当事者だった。正美は親友の笠井光男と端艇部に所属し放課後は文学を語らう真面目な少年だったが、そんな2人も決起集会をきっかけに甲飛生に志願しなければならない状況に追い込まれ、次第に戦争へと飲み込まれていく。
そこには切り裂かれた少年たちの夢や友情、そして彼らを戦場に送らなければならなかった教師や親の葛藤があった。

## 登場人物
藤山正美〈15〉
演 - 池松壮亮
愛知一中の三年生で端艇部に所属している学力優秀な少年。近眼で視力が悪いため普段から眼鏡をかけている。勉学こそが自分たちの使命だと考え、戦争に対し関心を持っていなかったが純粋であるが故に周りの空気に飲み込まれ予科練習生に志願する。
藤山順一〈45〉
演 - 高橋克典
正美の父。愛知一中の英語教師。生徒を戦場に送ることには消極的で、本心では一人息子の正美を予科練に行かせたく無いと思っているが教師という立場上それを口にすることができない。
笠井光男〈15〉
演 - 太賀
愛知一中の三年生。正美の親友。文学を愛し将来は作家になることを夢みていた。戦争を冷ややかに見つめる一方で、軍人ある父や兄たちが個人の命を捨て国のために戦場で戦っているという現実に追い詰められていき、全ての夢を捨て予科練習生に志願する。
藤山明子〈39〉
演 - 鈴木砂羽
正美の母。息子の正美が愛知一中の生徒であることを誇りに思っており、予科練習生志願に反対する。
坂町孝之助〈26〉
演 - 福士誠治
愛知一中の配属将校で卒業生。時局講演会で学力優秀な愛知一中生に対して国家のために個人の学識を捨てるべきだと殉国の精神を訴え生徒たちに影響を与える。
笹塚清志〈42〉
演 - 平田満
愛知一中の体錬教師。自身がノモンハン事変で戦った経験があり、愛知一中の生徒たちも国のために戦場に行くべきという思いを訴える。
山村登美〈39〉
演 - 夏川結衣
光男の母。光男を立派な軍人に育て上げることを誇りと考えている。学校にもあまり通えない貧しい家系で育ち、将校である光男の父とは身分の違いから結婚が許されなかった。二人の間に生まれた光男だけが息子と認知され、血のつながらない光男の兄たちと共に育て上げた。
村田宗憲〈62〉
演 - 竜雷太
愛知一中の校長。息子3人を戦場に送りだしており、国のために一中生も軍人として戦場に行くべきだと考えている。
滑川元〈47〉
演- 佐戸井けん太
愛知一中の修身教師。常に国の時勢に従順な姿勢を見せている。
永沢敏治〈50〉
演 - 近藤芳正
愛知一中の歴史教師。学校が生徒たちに予科練習生志願させようとする空気を作り出していることに対して疑問を持っている。
北林誠一の母
演 - 濱田マリ
順一が受け持つクラスの生徒の母。一人息子の志願を取り消すようにと藤山家にやってくる。
木崎忠男
演 - 木咲直人
愛知一中の5年生で、順一が受け持つクラスの生徒で、正美と光男が所属する端艇部の先輩。指導班の副委員長。
佐々木一紀
演 - 吉田雄樹
愛知一中の5年生で、順一が受け持つクラスの生徒。指導班の委員長。

## スタッフ
- 作 - 大森寿美男
- 音楽 - 梶浦由記
- 原案 - 江藤千秋『積乱雲の彼方に 愛知一中予科練総決起事件の記録』
- 制作統括 - 磯智明
- 演出 - 川野秀昭
- 制作・著作 - NHK名古屋放送局

## 受賞
- ギャラクシー賞[3]
  - 8月度月間賞
  - 第48回選奨
- 文化庁芸術祭[3]
  - 第65回 テレビ部門ドラマの部 優秀賞
- 中部テレビ大賞[3]
  - 第15回 特別賞
- 日本映画テレビ技術協会 映像技術賞
  - 第65回 映像技術奨励賞（照明）